# Herbert Rawlinson
Herbert Banemann Rawlinson (15. listopadu 1885 Cheshire, Anglie – 12. července 1953 Los Angeles, Kalifornie) byl anglický divadelní, filmový, rozhlasový a televizní herec. V éře němého filmu patřil k předním mužským hvězdám a po příchodu zvukového filmu se úspěšně přeorientoval na charakterní role.

## Životopis
Herbert Rawlinson se narodil 15. listopadu 1885 v New Brightonu v Cheshiru v Anglii jako jeden ze čtyř synů a tří dcer Roberta T. Rawlinsona a jeho manželky Emily. Do Ameriky připlul na stejné lodi jako Charlie Chaplin a brzy se etabloval jako přední mužský herec v éře němého filmu, než se po nástupu „talkies“ (zvukových filmů) stal vyhledávaným charakterním hercem.
Rawlinson se v roce 1917 oženil s herečkou Robertou Arnold, manželství trvalo šest let, skončilo rozvodem. V roce 1924 si vzal Loraine Abigail Long, ale také se rozvedli v roce 1927. Později byl Rawlinson ženatý s Josephine Norman, která zemřela 24. ledna 1951. Sám zemřel v roce 1953 v Los Angeles na rakovinu plic, krátce poté, co dokončil natáčení krimi dramatu Jail Bait (1954), které režíroval Ed Wood.
Za svůj přínos filmovému průmyslu získal v únoru 1960 hvězdu na Hollywoodském chodníku slávy, která se nachází na adrese 6150 Hollywood Boulevard.

## Filmografie
- The New Superintendent (1911)
- The Count of Monte Cristo
- The Sea Wolf (1913)
- The Spy (1914)
- Martin Eden (1914)
- The Opened Shutters (1914)
- Damon and Pythias (1914)
- Called Back (1914)
- The Black Box (1915)
- Little Eve Edgarton (1916)
- The Eagle's Wings (1916)
- The Scarlet Crystal (1917)
- Like Wildfire (1917)
- Come Through (1917)
- Flirting with Death (1917)
- The Man Trap (1917)
- The High Sign (1917)
- The Flash of Fate (1918)
- Brace Up (1918)
- Smashing Through (1918)
- Back to the Woods (1918)
- Out of the Night (1918)
- The Turn of the Wheel (1918)
- The Mating (1918)
- Kiss or Kill (1918)
- The Floor Below (1918)
- The Common Cause (1919)
- The Carter Case (1919)
- Good Gracious, Annabelle (1919)
- A House Divided (1919)
- A Dangerous Affair (1919)
- The $1,000,000 Reward (1920)
- The Poppy Trail (1920)
- Passers By (1920)
- Peter Waverton (1920)
- Man and His Woman (1920)
- The Wakefield Case (1921)
- Playthings of Destiny (1921)
- Charge It (1921)
- You Find It Everywhere (1921)
- Wealth (1921)
- Conflict (1921)
- The Millionaire (1921)
- Cheated Hearts (1921)
- The Scrapper (1922)
- Another Man's Shoes (1922)
- Man Under Cover (1922)
- The Black Bag (1922)
- Don't Shoot (1922)
- Confidence (1922)
- One Wonderful Night (1922)
- The Scarlet Car (1923)
- The Prisoner (1923)
- Nobody's Bride (1923)
- Fools and Riches (1923)
- Mary of the Movies (1923)
- Railroaded (1923)
- The Victor (1923)
- The Clean Up (1923)
- A Million to Burn (1923)
- His Mystery Girl (1923)
- Jack O'Clubs (1924)
- Stolen Secrets (1924)
- The Dancing Cheat (1924)
- High Speed (1924)
- Dark Stairways (1924)
- The Tomboy (1924)
- The Prairie Wife (1925)
- My Neighbor's Wife (1925)
- Every Man's Wife (1925)
- The Adventurous Sex (1925)
- The Man in Blue (1925)
- The Flame Fighter (1925)
- The Unnamed Woman (1925)
- The Great Jewel Robbery (1925)
- The Gilded Butterfly (1926)
- Her Big Adventure (1926)
- Phantom Police (1926)
- The Millionaire Policeman (1926)
- Men of the Night (1926)
- The Belle of Broadway (1926)
- Her Sacrifice (1926)
- Trooper 77 (1926)
- Burning Gold (1927)
- Slipping Wives (1927)
- The Bugle Call (1927)
- Hour of Reckoning (1927)
- Wages of Conscience (1927)
- The Working Man (1933)
- Moonlight and Pretzels (1933)
- Get That Venus (1933)
- Enlighten Thy Daughter (1934)
- The People's Enemy (1935)
- Convention Girl (1935)
- Men Without Names (1935)
- Confidential (1935)
- Show Them No Mercy (1935)
- Dancing Feet (1936)
- Follow the Fleet (1936)
- Hitch Hike to Heaven (1936)
- Bullets or Ballots (1936)
- Ticket to Paradise (1936)
- A Son Comes Home (1936)
- Hollywood Boulevard (1936)
- Mad Holiday (1936)
- Robinson Crusoe of Clipper Island (1936)
- Mysterious Crossing (1936)
- God's Country and the Woman (1937)
- Blake of Scotland Yard (1937)
- Midnight Court (1937)
- Nobody's Baby (1937)
- The Go Getter (1937)
- Make a Wish (1937)
- S.O.S. Coast Guard (1937)
- That Certain Woman (1937)
- Back in Circulation (1937)
- Something to Sing About (1937)
- Love Is on the Air (1937)
- Over the Goal (1937)
- Every Day's a Holiday (1937)
- The Kid Comes Back (1938)
- Hawaii Calls (1938)
- Over the Wall (1938)
- Women Are Like That (1938)
- Marie Antoinette (1938)
- Under the Big Top (1938)
- Valley of the Giants (1938)
- Secrets of an Actress (1938)
- Hard to Get (1938)
- Torchy Gets Her Man (1938)
- Peck's Bad Boy with the Circus (1938)
- Orphans of the Street (1938)
- Blackwell's Island (1939)
- Secret Service of the Air (1939)
- You Can't Get Away with Murder (1939)
- Sudden Money (1939)
- Dark Victory (1939)
- Naughty but Nice (1939)
- Days of Jesse James (1939)
- Swanee River (1939)
- Money to Burn (1939)
- Swiss Family Robinson (1940)
- Five Little Peppers at Home (1940)
- Framed (1940)
- Free, Blonde and 21 (1940)
- Flash Gordon Conquers the Universe (1940)
- Cross-Country Romance (1940)
- I Want a Divorce (1940)
- King of the Royal Mounted (1940)
- Seven Sinners (1940)
- Flying Wild (1941)
- I Wanted Wings (1941)
- Strange Alibi (1941)
- The Flame of New Orleans (1941)
- Sheriff of Tombstone (1941)
- Adventure in Washington (1941)
- Blondie in Society (1941)
- Mystery Ship (1941)
- Scattergood Meets Broadway (1941)
- Gentleman from Dixie (1941)
- Bad Man of Deadwood (1941)
- Lydia (1941)
- It Started with Eve (1941)
- King of the Texas Rangers (1941)
- Arizona Cyclone (1941)
- I Killed That Man (1941)
- Riot Squad (1941)
- Don Winslow of the Navy (1942)
- Broadway Big Shot (1942)
- Stagecoach Buckaroo (1942)
- We Were Dancing (1942)
- Lady Gangster (1942)
- Tramp, Tramp, Tramp (1942)
- Hello, Annapolis (1942)
- The Panther's Claw (1942)
- Perils of the Royal Mounted (1942)
- I Live on Danger (1942)
- Perils of Nyoka (1942)
- Sons of the Pioneers (1942)
- Smart Alecks (1942)
- Just Off Broadway (1942)
- Foreign Agent (1942)
- War Dogs (1942)
- Silver Queen (1942)
- Lost Canyon (1942)
- Silent Witness (1943)
- The Crime Smasher (1943)
- Reveille with Beverly (1943)
- Two Weeks to Live (1943)
- King of the Cowboys (1943)
- Daredevils of the West (1943)
- Days of Old Cheyenne (1943)
- Colt Comrades (1943)
- The Masked Marvel (1943)
- Doughboys in Ireland (1943)
- Where Are Your Children? (1943)
- Old Acquaintance (1943)
- Riders of the Deadline (1943)
- The Woman of the Town (1943)
- Marshal of Gunsmoke (1944)
- Nabonga (1944)
- Sailor's Holiday (1944)
- Oklahoma Raiders (1944)
- Shake Hands with Murder (1944)
- Lumberjack (1944)
- Forty Thieves (1944)
- Marshal of Reno (1944)
- Goin' to Town (1944)
- Sheriff of Sundown (1944)
- Hi, Beautiful (1944)
- Accomplice (1946)
- San Quentin (1946)
- Honeymoon (1947)
- Railroaded! (1947)
- Silent Conflict (1948)
- The Argyle Secrets (1948)
- The Gallant Legion (1948)
- The Counterfeiters (1948)
- Sinister Journey (1948)
- Borrowed Trouble (1948)
- Superman (1948)
- Strange Gamble (1948)
- Joan of Arc (1948)
- Brimstone (1949)
- Fighting Man of the Plains (1949)
- Chain Gang (1950)
- Gene Autry and the Mounties (1951)
- The Stranger Wore a Gun (1953)
- The Flaming Urge (1953)
- Jail Bait (1954)